# Concordia Wittenau
Der Wittenauer SC Concordia ist ein deutscher Fußballclub aus Berlin-Wittenau im Bezirk Reinickendorf. Heimstätte ist das Stadion Wittenau.

## Verein
Concordia Wittenau wurde 1910 unter der Bezeichnung Wittenauer FC Vorwärts gegründet, vollzog aber noch im gleichen Jahr eine Umbenennung in Concordia Wittenau. 1933 schloss sich die Mannschaft des aufgelösten Arbeiterclubs Arminia Wittenau an, mit der 1937 erfolgten Fusion mit dem SC Grün-Weiß Wittenau spielte der Club bis 1945 als TSV Wittenau. Sportlich spielte der Verein bis Kriegsende im Berliner Fußball keine Rolle.
1945 wurde der Verein aufgelöst und als SG Wittenau neu gegründet. Etwaige Teilnahmen an der Berliner Stadtliga fanden nicht statt. Ab 1948 trat der Club wieder unter seinem historischen Namen Concordia auf. In der Spielzeit 1951/52 gelang der Concordia gemeinsam mit dem BFC Meteor 06 der erstmalige Aufstieg in die Amateurliga Berlin, in welcher die Klasse mit einem vierten Rang gehalten wurde. In der Folgesaison stiegen die Reinickendorfer wieder ab und versanken wieder in der Bedeutungslosigkeit des West-Berliner Lokalfußballs.
Seit dem Aufstieg 2011 spielt man in der Landesliga.
In der Saison 2021/2022 gewann die Ü32 7er Mannschaft von Concordia Wittenau den defendo-Pokal der Senioren.

## Statistik
- Teilnahme Amateurliga Berlin: 1952/53, 1953/54

## Personen
- Malcolm Badu
- Shergo Biran